# Spezieria
La spezieria era una bottega-laboratorio dove anticamente si preparavano e si vendevano medicamenti a base naturale. Veniva gestita dallo speziale, personaggio alchemico, profondo conoscitore di erbe medicinali con cui preparava elettuari, unguenti e sciroppi.
Famose sono le spezierie dei monasteri.
La spezieria si potrebbe paragonare ad una farmacia di oggi.
In maltese la parola per farmacia è ancora "spiżerija", e il farmaco "spiżjar" - parole di origine Italiana.

## Spezieria nella storia
Tommaso Garzoni consigliava, proprio all'inizio del Cinquecento, per l'apertura e la gestione di una spezieria, una serie di strumenti, quali le vatine, i vasi, i boccali, le scatole, le bilance, le spatole, i mortai, i torchi. Consigliava anche i medicamenti suddividendoli in semplici o composti e interni; questi ultimi erano quelli che dovevano sedare il dolore, e venivano usati contro i mali mortiferi (i rimedi più diffusi erano il mitridate e la teriaca, ma si usavano purghe di succo di rose e sciroppi di liquirizia e di radicchio); i medicamenti esterni consigliati erano gli oli di mandorle, di ginepro, di noce.
Facendo un salto in avanti di due secoli, nel 1763 G.B.Capello sosteneva che le azioni primarie dello speziale fossero pestare, lavare, infondere, cuocere, distillare, comporre i composti e conservarli, conoscere la grammatica e la scienza medica.
Nell'Ottocento Antonio Campana avvisava che lo speziale doveva conoscere a tutti i costi anche la chimica, altrimenti avrebbe potuto aprire solo una drogheria.
A Parma si trova l'Antica Spezieria di San Giovanni risalente agli inizi del XIII secolo. 
A Genova si trova l'Antica Farmacia Sant'Anna, fondata nel 1650 e oggi in servizio come farmacia, unico esempio in Italia di farmacia con licenza effettiva annessa ad un convento e tuttora amministrata da religiosi.